# 12 Wasted Years
| Críticas profissionais | Críticas profissionais |
| Avaliações da crítica  | Avaliações da crítica  |
| Fonte                  | Avaliação              |
| ---------------------- | ---------------------- |
| allmusic               | 3 de 5 estrelas.       |

12 Wasted Years é um álbum de vídeo lançado em 1987 pela banda de heavy metal britânica Iron Maiden. O vídeo mostra a banda desde a sua concepção, em meados de 1975, a assinatura com uma grande gravadora e uma grande turnê mundial (World Slavery Tour) O vídeo é composto por entrevistas raras (algumas inéditas) de produtores e dos membros da banda, seguidas de cenas de shows de diversas turnês ao longo dos doze anos relembrados pela banda. Atualmente este vídeo está fora de catálogo e não é mais encontrado para venda.

## Faixas
1. "Stranger In A Strange Land" (vídeo)
2. "Charlotte The Harlot" (ao vivo)
3. "Running Free" (ao vivo)
4. "Women In Uniform" (vídeo)
5. "Murders In The Rue Morgue" (ao vivo)
6. "Children Of The Damned" (ao vivo)
7. "The Number Of The Beast" (ao vivo)
8. "Total Eclipse" (ao vivo)
9. "Iron Maiden" (ao vivo)
10. "Sanctuary" (ao vivo)
11. "The Prisoner" (ao vivo)
12. "22 Acacia Avenue" (ao vivo)
13. "Wasted Years" (cut)
14. "The Trooper" (ao vivo)